# Phoenix Wright: Ace Attorney – Justice for All
Phoenix Wright: Ace Attorney – Justice for All (с англ. — «Феникс Райт: Первоклассный адвокат – Правосудие для всех»), в Японии известная как Gyakuten Saiban 2 (яп. 逆転裁判 2 Гякутэн Сайбан Цу:, буквально «Переворотный суд 2»), — компьютерная игра в жанре визуальной новеллы с элементами квеста, выпущенная и разработанная компанией Capcom в Японии, Северной Америке и Европе и компанией Nintendo в Австралии.
Игра является первым сиквелом видеоигры Phoenix Wright: Ace Attorney. Она была выпущена в Японии 26 октября 2006, а в Северной Америке — 16 января 2007. Также игра была выпущена в Европе 16 марта 2007 и в Австралии 6 сентября 2007 года. В японском издании в главном меню присутствует кнопка переключения языка (японский или английский).
Игра Phoenix Wright: Ace Attorney Justice for All является обновлённым портом оригинальной игры Gyakuten Saiban 2 с Game Boy Advance. Как и в предыдущей игре серии, Phoenix Wright: Ace Attorney, в ней присутствуют сенсорный экран, микрофон и поддержка двух экранов, однако новых дел добавлено не было.
PC-версия под заголовком Gyakuten Saiban 2 PC была выпущена японской компанией SourceNext 31 марта 2006 года. Как и ПК-порт первой игры, она представляет собой эмуляцию оригинальной GBA-версии игры на компьютер под управлением OS Windows, а не расширенный ремейк, как версия для Nintendo DS, выпущенная позднее. Опять же, она была выпущена только в Японии.
Wii-версия игры была выпущена в Японии 26 января 2010 года через систему WiiWare, согласно заявлению руководства компании Famitsu (ноябрь 2009 года). В Северной Америке игра была выпущена 15 февраля, а в регионе PAL 19 февраля 2010 года.
После выхода на Game Boy Advance игра также переиздавалась на Nintendo DS и Nintendo Wii как отдельная игра и на Nintendo 3DS, Nintendo Switch, ПК, Playstation 4, Xbox One, Android и iOS в составе сборника Phoenix Wright: Ace Attorney Trilogy.

## Геймплей
Игровой процесс в игре Justice For All похож на игровой процесс первой игры серии, как и любой другой визуальной новеллы. Во время адаптации GBA-версии для использования сенсорного экрана консоли Nintendo DS, впрочем, не были представлены дополнительные элементы расследования, аналогичные тем, что были использованы в деле Rise from the Ashes из предыдущей игры.
Небольшим, но значимым изменением стало то, что игрок теперь мог показывать досье людей, вовлечённых в дело, в дополнение к уликам, указанным в материалах дела (англ. Court Record). Игрок может показывать их как во время заседания суда, так и во время расследования. Например, игрок может показать досье, чтобы спросить об этом человеке и, возможно, получить о нём дополнительные сведения (в списке вопросов может появиться новый вопрос с именем интересующего его лица).

Душевные замки — одна из новых игровых механик, представленных в игре. Игрок должен взламывать замки, показывая нужные улики, чтобы получить новую информацию.

Игра Justice for All показывает новый геймплейный концепт, названный душевный замок (англ. Psyche-Lock). Феникс вынужден «открыть» несколько «замков», расположенных на сердце свидетеля, чтобы узнать истину. Душевные замки появляются только во время фазы расследования, и их видно, когда игрок пытается задать определённый вопрос человеку, вовлечённому в дело. Когда оказывается, что у человека есть один или несколько душевных замков, игрок может начать процесс их взлома. Обычно игрока будут просить показать улику или место, чтобы завершить заданный вопрос; если выбрана правильная улика, высока вероятность того, что или один из душевных замков будет сломан, или за выбором последует дополнительный вопрос. Если же сделан неверный выбор, то игрок «понесёт урон» (описано ниже). Однако, в отличие от перекрёстного допроса в зале суда, игрок может отменить взлом, если чувствует, что у него нет правильной улики, не получив штрафа; все замки появятся вновь при следующей попытке взлома, хотя их придётся взламывать сначала в такой же последовательности. Также, при успешном взломе всех душевных замков свидетеля у игрока восстановится определённая часть «здоровья». Взлом всех душевных замков позволит игроку расспросить интересующего его человека более детально.
В первой игре у игрока было пять отметок здоровья; если игрок делает ошибку во время слушания дела, судья делал ему замечание (снимал одну метку), а потеря всех пяти приводила к концу игры (вердикту «виновен» для клиента). В Justice for All отметки были заменены «полоской жизни»; когда полоска становится полностью пустой, игра оканчивается, а клиент получает вердикт «виновен». Количество поставленного на кон здоровья меняется и зависит от магнитуды ошибки (изменение сопровождается требованием прокурора о «двойном», «большом» или «полном» наказании); ошибка в важный момент может привести к потере всей «полоски жизни».

## Сюжет

### Сеттинг
Действие игры разворачивается спустя примерно один год с момента начала событий первой игры (исходя из возраста персонажей, появлявшихся в предыдущей игре), снова в Лос-Анджелесе, штат Калифорния (в английской локализации). Игрок управляет всё тем же главным героем, Фениксом Райтом, защищая клиентов в четырёх судебных делах. Как и в предыдущей игре серии, в числе основных персонажей появляются Майя Фей, Майлз Эджворт, Мия Фей и Дик Гамшу. Из новых персонажей ключевыми являются Перл Фей (младшая кузина Мии и Майи) и Франциска фон Карма (дочь прокурора Манфреда фон Карма и его последовательница). Также из предыдущей части перекочевали несколько персонажей второго плана, например Лотта Харт, Уилл Пауэрс и Венди Олдбэг.

### История
Первый суд игры (как и в предыдущей части, «тренировочное» дело) начинается с того, что Феникс получает удар в голову от некоего человека, который оказывается главным свидетелем обвинения Ричардом Веллингтоном, отчего теряет память. К тому же, он вынужден защищать Мэгги Бёрд (англ. Maggey Byrde), сотрудницу полиции, обвинённую в убийстве своего парня, не помня при этом содержания дела. Однако, с помощью от Бёрд, а позднее от Майи Фей, Феникс возвращает свою память и методом дедукции раскрывает, что Веллингтон — настоящий убийца.
Второе дело, происходящее до первого суда, начинается с того, что Феникс направляется с неким доктором Тёрнером Греем, собравшимся провести сеанс вызова духов с Майей Фей, подругой и бывшим ассистентом Феникса, медиумом и жительницей деревни Кураин. Однако во время сеанса доктора убивают, а Майя попадает под арест по подозрению в убийстве. Защищая её, Феникс сталкивается с молодым прокурором - Франциской фон Карма, дочерью Манфреда, которая, как и её отец, никогда ещё не проигрывала дела, и приехала в Америку из Германии, чтобы победить Феникса в суде и отомстить за честь отца. Феникс раскрывает дело и узнаёт, что смерть доктора была спланирована медсестрой Мими Мини (как позже оказалось, она скрывалась под личиной своей погибшей сестры Ини), ранее работавшей с доктором, и тётей Майи, Морган Фей, решившей избавиться от Майи, которая должна была вскоре унаследовать титул Мастера техники призыва духов деревни Кураин (её мать пропала без вести за 17 лет до того, а старшая сестра Мия была убита за год до этого дела), и передать этот титул своей восьмилетней дочери и кузине Майи, Перл Фей. После окончания дела Майя и Феникс берут Перл под опеку.
В третьей части игры дело крутится вокруг популярного «Большого цирка Берри» (англ. Berry Big Circus) и его главной звезды — фокусника, выступающего под псевдонимом «Максимиллион Галактика», обвинённого в убийстве рингмастера (англ. Ringmaster) и хозяина цирка Рассела Берри (англ. Russel Berry). Во время расследования Феникс встречает весьма необычных свидетелей, вроде клоуна Лоуренса «Мо» Кёрлиса, который имел трудности при работе (не мог рассмешить зрителей, ибо шутки устарели или были несмешными), чревовещателя Бена Вудмана (англ. Benjamin Woodman), чья марионетка Трило Квист (англ. Trilo Quist) командует им, и дочь рингмастера Регину, которая живёт в своём маленьком мире. Феникс успешно защищает Макса в суде, противостоя Франциске. А распутав клубок, он узнаёт, что убийцей оказался Кен «Акро» Динглинг, один из акробатов цирка, который хотел отомстить Регине за тяжёлые ранения, из-за которых он лишился возможности ходить и выступать (травма ног), а его брат Шон «Бат» Динглинг впал в кому (тяжёлая травма головы), и подготовил план её убийства, но случайно под удар попал рингмастер Берри.
Четвёртое дело начинается с того, что на пресс-конференции, посвящённой премии «Супергерой года», убивают одного из финалистов, Хуана Корриду (англ. Juan Corrida), игравшего главную роль в фильме «Отжигающий ниндзя» (англ. Jammin' Ninja), а Мэтта Энгарда (англ. Matt Engarde) — победителя, звезду шоу «Никелевый самурай» (англ. Nickel Samurai) и главного соперника покойного — арестовывают по обвинению в убийстве. После этого Майю похищают, а похититель, бесславный Шелли де Киллер (англ. Shelly de Killer), обещает отпустить её, если Феникс сможет оправдать Мэтта. Во время расследования Феникс узнаёт, что у Энгарда, Корриды и их менеджеров Эдриан Эндрюс (англ. Adrian Andrews) и Селесты Инпакс (англ. Celeste Inpax) были сложные романтические взаимоотношения, а Энгард, оказавшийся хитрым и расчётливым социопатом с тёмной стороной, нанял де Киллера, чтобы убить Корриду, засняв его на камеру, а потом попросил заставить Феникса защищать его в суде. Во время дела де Киллер стреляет во Франциску, вынудив её отказаться от дела. Но её сменил внезапно (и вовремя) вернувшийся из-за границы Майлз Эджворт. Майлз замечает необычное поведение Феникса и понимает, что Майя в беде, после чего помогает затягивать дело и дать полиции больше времени на спасение Майи.
В определённый момент игроку нужно выбрать: любой ценой оправдывать Энгарда или же признать поражение. Если Феникс признаёт поражение, то появится Франциска с плащом детектива Гамшу, набитом уликами. С их помощью Феникс доказывает, что убийца — де Киллер, но у него был сообщник. Когда Феникс раскрывает де Киллеру, что Энгард имеет компромат на него (плёнку с места убийства), де Киллер объявляет о «разрыве контракта с клиентом» и о том, что «такой клиент сам будет его следующей жертвой», после чего Энгард признаётся в том, что является заказчиком убийства и берёт всю вину на себя. Майя свободна и воссоединяется с Фениксом и Перл. Франциска же, восстановившись от ранения, решает вернуться домой, раз Майлз вернулся (это «истинная» или «хорошая» концовка игры).
Финальная сцена игры при такой концовке развернётся в аэропорту Лос-Анджелеса. Эджворт догнал Франциску в аэропорту. Франциска говорит, что она планировала отомстить Фениксу за честь отца, но ей это не удалось. Эджворт утешает и воодушевляет её, после чего она обещает себе и Эджворту вернуться, будучи лучше, чем в данный момент. В титрах показано, что она придержала у себя последнюю, четвёртую улику против де Киллера — его карту-метку в виде изображения ракушки, на которой Майя нарисовала силуэт Феникса.
Если же игрок покажет не ту улику в конце суда, или настоит на невиновности, наступит альтернативная концовка. В этой концовке Энгард будет признан невиновным, а Эдриан будет признана виновной в убийстве и отправится в тюрьму. Феникс, узнав об этом, выбежит из зала суда от стыда. Майя будет освобождена, но Феникс её больше не увидит, так как Мия передала ему, что если такого подлеца оправдают, то она его видеть не захочет. Райт верил, что для того, чтобы посадить Энгарда нужно чудо, но понимает, что чуда не существует.

## Разработка
После завершения оригинальной Phoenix Wright: Ace Attorney, Сидзи Миками — босс сценариста и геймдизайнера Сю Такуми — сказал ему, что они должны создать трилогию Ace Attorney с грандиозным финалом в последнем деле третьей игры. Разработка Justice for All началась сразу же после возвращения Такуми на работу с отпуска — продюсер Ацуси Инаба позвал Такуми на встречу, где сказал, что хочет, чтобы он написал сценарий для 5 эпизодов перед началом полноценного производства, с дедлайном в 3,5 месяца. Такуми посчитал это «полным безумием» (англ. Completely insane) поскольку на написание каждого из 4-х эпизодов первой игры у него уходило в среднем больше месяца; к тому же ему казалось, что у него не осталось никаких «трюков» для загадок или сюжетных нитей с которыми можно было бы поработать. Он хотел возразить, но в итоге ему все равно пришлось заниматься этим. Вернувшись к своему рабочему месту, он составил график работы: он запланировал потратить 1-й месяц на составление прототипов — кратких набросков эпизодов — а оставшиеся 2,5 месяца на написание диалогов, по полмесяца на каждый эпизод. Он сомневался, что успеет в срок, но всё же закончил работу к концу дедлайна, уместив сценарий на 1500 страниц. Из-за ограничений памяти игрового картриджа, один из эпизодов в итоге пришлось вырезать; позже он станет третьим эпизодом Trials and Tribulations.
После написания диалогов, Инаба позвал Такуми на ещё одну встречу, где попросил его добавить новую геймплейную механику для фазы расследования. Такуми хотел, чтобы игровой процесс оставался достаточно простым, чтобы в игру могла играть его мать, и сохранить основной концепт выявления лжи; по его словам, на встрече с Инабой ему сразу же пришла в голову идея о душевных замках, но он всё же попросил 3 дня на раздумья. Хотя идея пришла сама собой, на её реализацию ушло больше месяца: больше всего проблем возникло с визуальным образом душевных замков. Такуми также нарисовал раскадровки для заставок эпизодов, представлявших собой серию детализованных рисунков, показывающих, что происходит. Он также сделал грубые зарисовки иллюстраций к отдельным сценам, и только после написания всего текста к игре решалось, к каким сценам будут сделаны иллюстрации. Такуми в то время играл в Devil May Cry и ему нравилось вступление игры, от чего он изначально хотел, чтобы во вступлении Justice for All появился демон, а не судья как в итоге. Поскольку Такуми хотел, чтобы игры трилогии Ace Attorney были частями одной большой работы, он хотел чтобы первая часть не выглядела устаревшей в сравнении с последующими, поэтому не стал обновлять спрайты основных персонажей, таких как Феникс, Майя и Эджворт. Музыку к игре написал Наото Танака под псевдонимом Акэми Кимура.
Поскольку обучение из первой части, происходящее в рамках мира игры при помощи диалогов, было высоко оценено, то введение такого же в Justice for All было сочтено важным моментом, но так как обучение первой игры охватывало первое дело Феникса, где ему помогали его шеф Мия и судья, то такое уже нельзя было повторить, что привело к идее о временной амнезии Феникса из-за удара по голове. В 3-е дело игры Такуми включил цирк и магию; ему действительно хотелось сделать это, так как занятие магией было его хобби. Это дело включало 2 темы, которые он хотел исследовать: сложности в формировании сплочённой команды с разными людьми, что было отражено в концовке, где участники цирка собираются вместе, и проблема человека, вопреки всему пытающегося сделать что-то цельное, что нашло отражение в персонаже Мо. Отчасти из-за нехватки памяти на картридже, отчасти из-за популярности персонажа Майлза Эджворта было создано несколько различных версий 4-о эпизода. Изначально Такуми планировал сделать Эджворта прокурором во всех делах, но на фазе полномасштабного производства команда разработки узнала, что персонаж получил немалую известность, что заставило Такуми подходить к его использованию более осторожно и расчётливо. В итоге он создал персонажа Франциску фон Карму, чтобы отодвинуть Эджворта на последнее дело и избежать ситуации, где он — предполагаемый гений — проигрывает каждое дело. Изначально планировалось, что Перл Фей будет персонажем-соперником примерно возраста Майи и появится только во 2-м эпизоде, но один из дизайнеров предположил, что будет более драматично, если она будет гораздо младше, и в итоге Такуми прописал её как восьмилетнюю девочку. Поскольку она ему понравилась, он решил использовать её и в других эпизодах.

### Выпуски

#### Версия для Game Boy Advance
Изначально игра Justice for All была выпущена на приставке Game Boy Advance под названием Gyakuten Saiban 2. Она была выпущена 22 октября 2002 и распространялась только в Японии. Использовался тот же игровой движок, что и у предыдущей игры, Gyakuten Saiban.

#### Версия для Nintendo DS
Игра Gyakuten Saiban 2 была переделана для игровой приставки Nintendo DS под названием Phoenix Wright: Ace Attorney Justice for All с использованием того же игрового движка, что и Phoenix Wright: Ace Attorney. Она была выпущена 26 октября 2006 года в Японии. Позднее она вышла в других странах, в том числе в Северной Америке (16 января 2007 года), Европе (16 марта 2007 года) и в Австралии (6 сентября 2007 года). Локализация игры почти не отличалась по качеству от локализации предыдущей игры, в которой были некоторые ошибки в написании, грамматике, пунктуации и использовании слов. Это привело к критике локализации в некоторых обзорах. Перевод игры на английский включает в себя множество отсылок к телепередачам, кинофильмам, прочим видеоиграм и прочие намёки на популярную культуру, помещённые в диалоги локализаторами.

## Аудио
Автором музыки и композитором серии является Наото Танака (под псевдонимом Акэми Кимура).

## Отзывы об игре и критика
| Сводный рейтинг    | Сводный рейтинг   |
| Агрегатор          | Оценка            |
| ------------------ | ----------------- |
| GameRankings       | 77,59 %           |
| Metacritic         | 76 % (51 reviews) |
| MobyRank           | 78/100            |
| Иноязычные издания |                   |
| Издание            | Оценка            |
| 1UP.com            | B+                |
| AllGame            | [ 21 ]            |
| Eurogamer          | 8/10              |
| Famitsu            | 35/40 (GBA)       |
| Game Informer      | 8/10              |
| GamePro            | [ 26 ]            |
| GameRevolution     | A                 |
| GameSpot           | 7,7/10            |
| GameSpy            | [ 29 ]            |
| GamesRadar+        | [ 30 ]            |
| GameTrailers       | 7,9/10            |
| GameZone           | 8,0/10            |
| IGN                | 7,8/10            |
| ONM                | 72 %              |
| Adventure Gamers   | [ 35 ]            |

Хотя игра Justice for All получила в общем положительные оценки критиков, она в итоге оказалась наименее известной игрой серии. По большей части критиковали игру за отсутствие определённого DS-эксклюзивного контента, доступного в первой игре серии.